# 郝萌
郝萌（？—196年），字不详，司隸河內（今河南黃河北）人，为東漢末年在軍閥吕布手下之将領。

## 《三国志》中记载
建安元年六月的夜半时分，吕布手下河内出身的将领郝萌谋反，率领士兵打入吕布所治理的下邳府，一直打到厅事閤外面，叛军大声呼喊要攻进阁楼，但阁楼很坚固，一时没有攻进去。吕布不知道反叛者是谁，带着妻子逃出到都督高顺所在的营地，高顺问吕布是谁谋反，吕布回答是个有河内口音的人，高顺便断言谋反的人就是郝萌。高顺严整军队到达吕布府邸反攻叛军，用弓箭齐射郝萌军队；郝萌军乱作一团逃走，到第二天天明，逃回到原来的营地。后来，郝萌的部将曹性又造反郝萌，与郝萌对战，郝萌刺伤了曹性，曹性则砍断了郝萌一条胳膊。之后高顺斩掉郝萌首级，与曹性一起来到面见吕布。吕布问曹性是谁撺掇郝萌谋反，曹性回答说是袁术。吕布又问还有谁和他们同谋，曹性说还有陈宫；当时陈宫在就坐在席上，脸都红了，身边的人也察觉到了，吕布认为陈宫是大将，就没有过问。曹性又说，郝萌经常问他能不能攻打吕布；他告诉郝萌，吕将军大将神武，不可以攻打，但没料到郝萌居然如此疯狂。

## 《三国演义》中记载
在《三国演义》中，为吕布八健將。随布周转，引伏兵袭击曹操，又於濮阳围困曹操。后来曹操、刘备等反攻吕布，高顺把这一情况向吕布汇报，吕布下令郝萌、侯成、曹性带领二百余骑接应高顺。吕布被围后，谋士许汜、王楷劝吕布向袁术求救，吕布于是令郝萌、张辽引兵一千，送许汜、王楷等人出隘口。在当天夜晚的二更，张辽在前，郝萌在后，保护许汜、王楷杀出城去。抹过刘备营寨，成功杀出隘口，敌军没有来及追上。郝萌让将五百士兵跟随许汜、王楷离开。郝萌回城路上，被张飞拦住，交战只一回合，就被张飞生擒。张飞押解郝萌来见刘备，刘备则将他押往大寨见曹操。郝萌向曹操招供出吕布求救许婚的事情，曹操听后勃然大怒，将郝萌斩首于军门。

## 評價
曹性：“萌狂惑不止。”